# McLaren MP4/6
Chronologie des modèles (1991-1992)
McLaren MP4/5B McLaren MP4/7A
La McLaren MP4/6 est la monoplace de Formule 1 engagée par l'écurie McLaren Racing et conçue par le designer anglais Neil Oatley pour la saison 1991 de Formule 1. C'est la première McLaren propulsée par un V12 Honda. La MP4/6 a une boîte de vitesses manuelle en « H », seulement Ferrari et Williams utilisèrent des boîtes de vitesses semi-automatiques en 1991. 
À son volant, Ayrton Senna remporte les quatre premiers Grands Prix avant d'être sacré champion du monde pour la troisième fois en fin de saison alors que son écurie s'adjuge son sixième titre chez les constructeurs.  
Les MP4/6 et MP4/6B ont remporté huit Grands Prix, obtenu dix pole positions, cinq meilleurs tours en course et inscrit 148 points.

## Historique

### 1991
Senna remporte les quatre premières courses de la saison, aux États-Unis, au Brésil, à Saint Marin et à Monaco avant que Williams et Nigel Mansell trouvent les bons réglages de leur Williams FW14, qui commence à dominer à partir de la mi-saison.
Si un grand nombre de podiums durant toute l'année récompensent les efforts de McLaren, Senna insiste constamment pour que Honda intensifie son programme de développement moteur et exige de nouvelles améliorations sur la voiture. Honda réagit avec une mise à jour du moteur V12 tandis qu'Oatley redessine les pontons et les ailerons de la monoplace.
Une électronique peu fiable et un arrêt au stand raté ruinent les espoirs de victoire en Belgique et au Portugal de Mansell et permettent à McLaren de remporter son quatrième titre de champion des constructeurs consécutif et à Senna, son troisième et dernier championnat du monde pilote. Le Brésilien est, comme en 1988 à bord de la très dominatrice MP4/4, sacré lors du Grand Prix du Japon, à Suzuka, fief de Honda.

### 1992
Pour les premières courses de 1992, McLaren utilise une version évoluée de sa monoplace, la MP4/6B avec laquelle Senna obtient une troisième place au Grand Prix d'Afrique du Sud avant qu'elle soit remplacée par la MP4/7A pour le Grand Prix du Brésil.

## Galerie

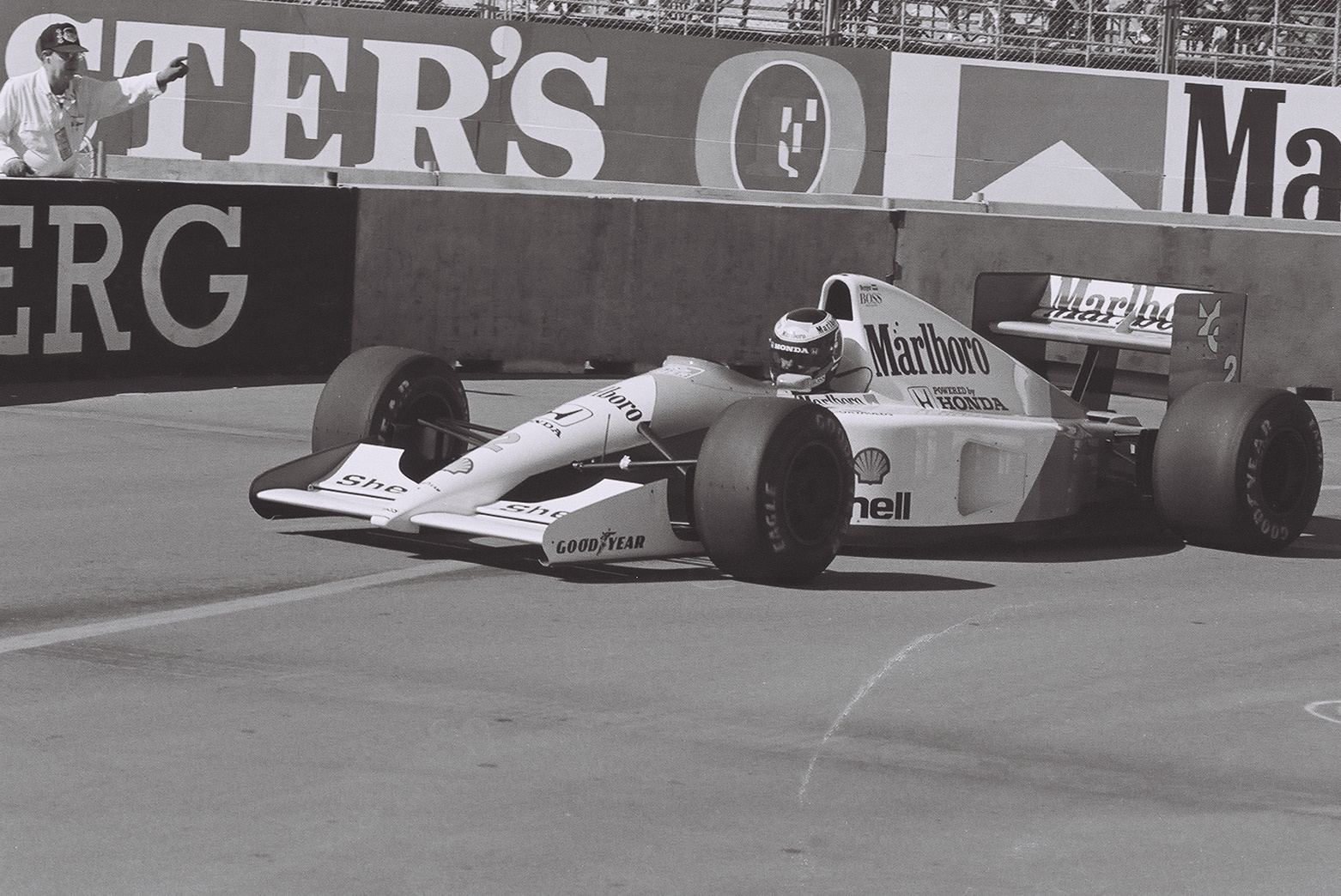
Gerhard Berger sur la MP4/6 lors du Grand Prix de États-Unis 1991 à Phoenix.
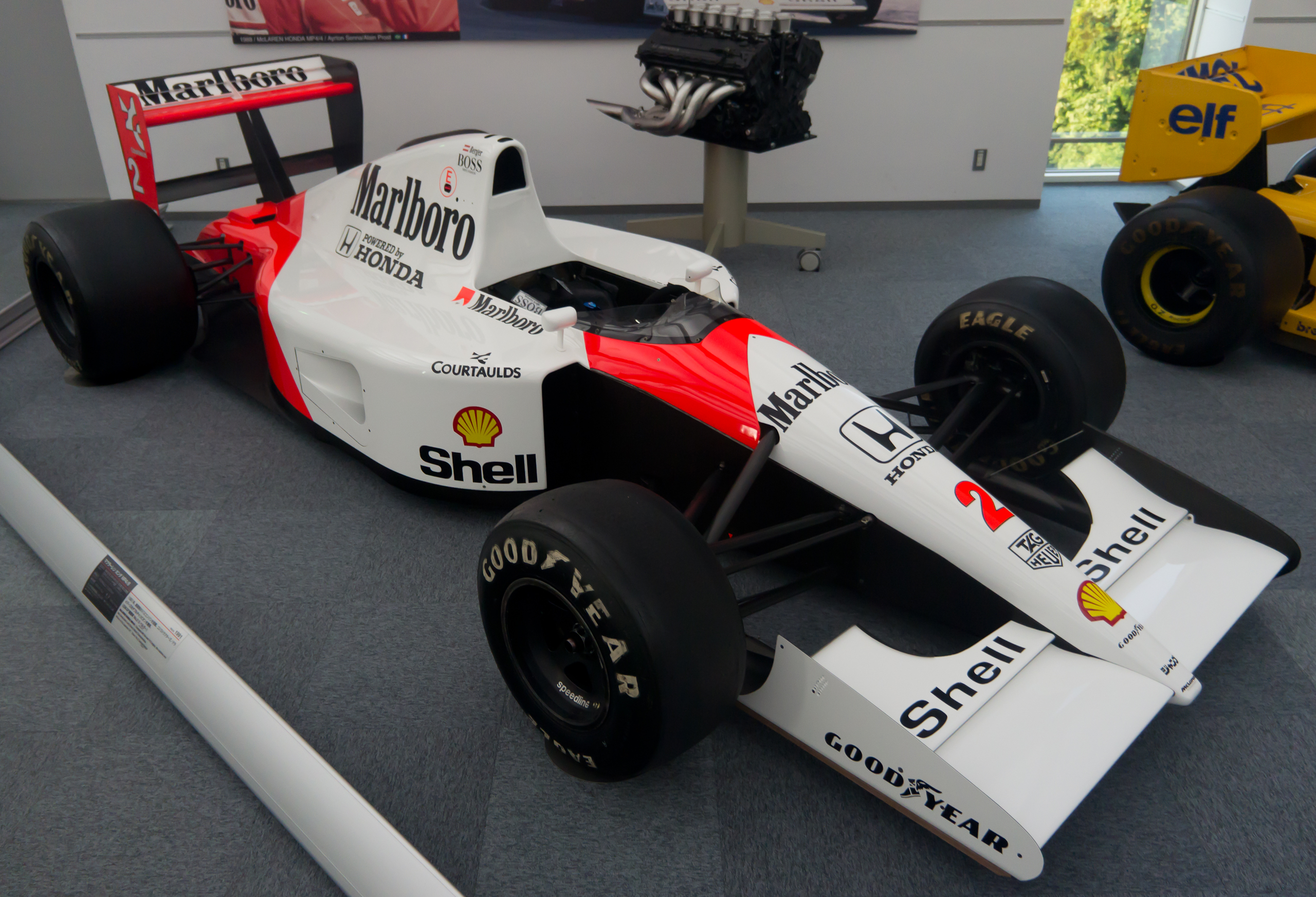
La McLaren MP4/6 et les moteurs Honda RA121E au Honda Collection Hall de Motegi.
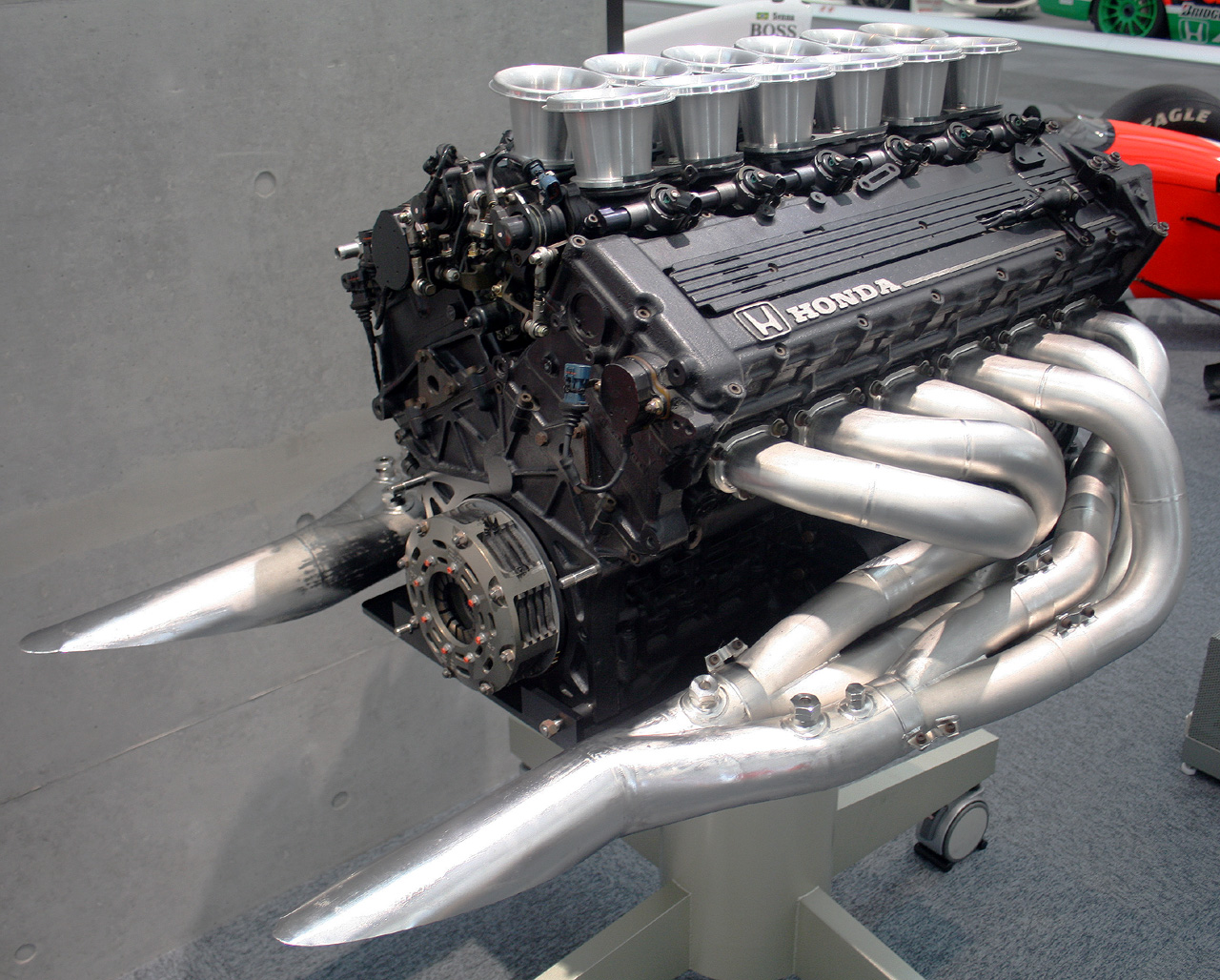
Le moteur V12 Honda RA121E.

## Résultats en championnat du monde de Formule 1
| Saison | Écurie                 | Moteur           | Pneus    | Pilotes        | Courses | Courses | Courses | Courses | Courses | Courses | Courses | Courses | Courses | Courses | Courses | Courses | Courses | Courses | Courses | Courses | Points inscrits | Classement |
| Saison | Écurie                 | Moteur           | Pneus    | Pilotes        | 1       | 2       | 3       | 4       | 5       | 6       | 7       | 8       | 9       | 10      | 11      | 12      | 13      | 14      | 15      | 16      | Points inscrits | Classement |
| ------ | ---------------------- | ---------------- | -------- | -------------- | ------- | ------- | ------- | ------- | ------- | ------- | ------- | ------- | ------- | ------- | ------- | ------- | ------- | ------- | ------- | ------- | --------------- | ---------- |
| 1991   | Honda Marlboro McLaren | Honda RA121E V12 | Goodyear |                | USA     | BRÉ     | SMR     | MON     | CAN     | MEX     | FRA     | GBR     | ALL     | HON     | BEL     | ITA     | POR     | ESP     | JAP     | AUS     | 139             | Champion   |
| 1991   | Honda Marlboro McLaren | Honda RA121E V12 | Goodyear | Ayrton Senna   | 1er     | 1er     | 1er     | 1er     | Abd     | 3e      | 3e      | 4e      | 7e      | 1er     | 1er     | 2e      | 2e      | 5e      | 2e      | 1er     | 139             | Champion   |
| 1991   | Honda Marlboro McLaren | Honda RA121E V12 | Goodyear | Gerhard Berger | Abd     | 3e      | 2e      | Abd     | Abd     | Abd     | Abd     | 2e      | 4e      | 4e      | 2e      | 4e      | Abd     | Abd     | 1er     | 3e      | 139             | Champion   |
| 1992   | Honda Marlboro McLaren | Honda RA121E V12 | Goodyear |                | AFS     | MEX     | BRÉ     | ESP     | SMR     | MON     | CAN     | FRA     | GBR     | ALL     | HON     | BEL     | ITA     | POR     | JAP     | AUS     | 99*             | 2e         |
| 1992   | Honda Marlboro McLaren | Honda RA121E V12 | Goodyear | Ayrton Senna   | 3e      | Abd     |         |         |         |         |         |         |         |         |         |         |         |         |         |         | 99*             | 2e         |
| 1992   | Honda Marlboro McLaren | Honda RA121E V12 | Goodyear | Gerhard Berger | 5e      | 4e      |         |         |         |         |         |         |         |         |         |         |         |         |         |         | 99*             | 2e         |

Légende : ici 

* Seulement 9 points ont été marqués avec la MP4/6B. Le reste des points ont été marqués avec la MP4/7A.